# Erich Bärenfänger
Erich Bärenfänger (Menden, Vestfália 12 de janeiro de 1915 - Berlim, Alemanha, 2 de maio de 1945) foi um General alemão durante a Segunda Guerra Mundial, tendo combatido até aos últimos dias da guerra.

## História
Se alistou-se na nova Wehrmacht no mês de outubro de 1936, onde serviu por três anos no 123º Regimento de Infantaria, onde ele foi promovido para Leutnant der Reserve no ano de 1939. Esteve próximo de ser dispensado do serviço militar quando teve início a Segunda Guerra Mundial.

### Segunda Guerra Mundial
A unidade que integrava era parte da 50.ª Divisão de Infantaria e foi enviado para participar da Invasão da Polônia. Durante a Campanha na França ele se destacou pela liderança que exerceu em seu pelotão. Nesta campanha também sofreu o primeiro de muitos ferimentos que ganharia em combate e foi condecorado com a 2ª e 1ª Classe da Cruz de Ferro.
Devido ao ferimento que sofreu, permaneceu por quase um mês no hospital, podendo após este período voltar a sua unidade. Bärenfänger foi enviado para os Bálcãs onde encontrou fortes combates para romper a Linha Metaxas e em seguida para avançar até Klidi e Klissura, sendo a sua unidade após movida para a Romênia para a preparação para da Operação Barbarossa a Invasão da União Soviética.

### Operação Barbarossa
Pouco depois do início da Campanha na Rússia, o então Oberleutnant Bärenfänger foi ferido numa explosão de uma mina terrestre. Permaneceu no hospital até setembro de 1941, quando retornou para a frente de Batalha e recebeu o comando da 7ª Companhia do 123º Regimento, companhia esta que liderou na captura das posições russas em Otshakov.
Lutou junto com as tropas romenas e húngaras fazendo parte do 11º Exército do Generalfeldmarschall Manstein, a 50ª Divisão enfrentou combates pesados em Dnieper, em Kiev, em Perekop e Sevastopol.
Em certa ocasião, durante estes avanços, Bärenfänger liderou seus homens que expulsaram todo um regimento de artilharia soviético que estava no alto de uma colina. Mais tarde, num combate perto de Sebastopol, ele acabou sendo ferido três vezes, nas pernas, joelhos e olhos. Pela sua coragem em combate, o seu nome foi incluído na Lista de Honra do Exército Alemão em junho de 1942, após ele e seus homens terem aberto caminho através dos campos minados e dos sistemas de casamatas russos, por um terreno acidentado, para tomar uma cabeça-de-ponte de Kamyshli.
Bärenfänger foi condecorado com a Cruz do Cavaleiro no dia 7 de agosto de 1942, recebendo também a Ordem da Coroa da Romênia de 5.ª Classe com Espadas. Em seguida recebeu a promoção para Hauptmann, e foi colocado no comando do III Batalhão do seu regimento. Recebeu uma licença para voltar para casa, mas a recusou, tendo preferido ficar com os seus soldados no pesado combate.
A 50ª Divisão foi enviada para o Cáucaso onde ficou quase isolada na cabeça-de-ponte de Kuban conseguindo após escapar pelo congelado Mar de Azov em fevereiro de 1943. A sua Divisão havia voltado para o baixo Dnieper, e em seguida para a Crimeia, onde o então Hauptmann Bärenfänger havia se tornado comandante da cidade portuária de Yalta.
Durante a primavera de 1943 as unidades romenas no seu flanco esquerdo entraram em colapso e acabaram deixando o seu batalhão exposto, e ele logo liderou um contra-ataque que acabou bloqueando dois regimentos soviéticos, conseguindo capturar muitos prisioneiros e equipamentos. Em reconhecimento por este feito, foi condecorado com as Folhas de Carvalho da Cruz de Ferro no dia 17 de maio de 1943, e também foi promovido para Major.
As tropas alemãs ficaram isoladas na Crimeia pelo resto do ano, e Bärenfänger foi ferido diversas vezes durante as lutas para manter a defensiva e durante os contra-ataques durante o outono e inverno. Se recusou a sair do fronte para receber tratamento e insistiu para permanecer na sua unidade.
No mês de janeiro de 1944, o Generalmajor Friedrich Sixt, recomendou Bärenfänger para as Espadas da Cruz do Cavaleiro, sendo condecorado no dia 23 de janeiro, se tornando assim o mais jovem dos oficiais do Exército a recebê-la. Uma semana depois ele foi promovido para Oberstleutnant, e nomeado comandante do regimento.
Bärenfänger foi enviado para a Alemanha para um curso de comandantes de regimento, e ao concluí-lo foi decidido que devido aos seus inúmeros ferimentos que havia sofrido e pela sua carreira militar, ele não retornaria ao fronte. Assim, se tornou inspetor dos Campos Preparatórios Militares da Juventude Hitlerista. A 50.ª Divisão de Infantaria havia sido dizimada.
Já na parte final da guerra, a falta de líderes de combate com experiência levou Bärenfänger de volta à linha de frente. Ele recebeu um posto na defesa de Berlim, e em abril de 1945 foi promovido a Generalmajor se tornando assim o mais jovem General do Exército Alemão, tendo pouco mais de 30 anos.

### Morte
O Oberstleutnant Erich Bärenfänger liderou a defesa de Berlim contra o avanço soviético. Durante os combates, a sua esposa esteve ao seu lado. A sua tentativa de fuga do cerco soviético de Berlim falhou e em 1 de maio, o Generalmajor Bärenfänger e a sua esposa cometeram suicídio para evitar que fossem capturados quando os russos passaram pelas forças da Hitlerjugend.
Há fontes que indicam que ele havia sido promovido para Generalmajor após a sua morte e também que a sua esposa teria morrido em combate.

## Condecorações
| Condecoração                                             | Patente                     | Unidade                                                               | Data                   |
| -------------------------------------------------------- | --------------------------- | --------------------------------------------------------------------- | ---------------------- |
| SA-Sportabzeichen                                        |                             |                                                                       | 12 de Novembro de 1934 |
| Cruz de Ferro 2ª Classe                                  | Leutnant der Reserve        | Führer 11./Infanterie-Regiment 123/50ª Divisão de Infantaria          | 12 de Junho de 1940    |
| Cruz de Ferro 1ª Classe                                  | Leutnant der Reserve        | Führer 11./Infanterie-Regiment 123/50ª Divisão de Infantaria          | 21 de Junho de 1940    |
| Verwundetenabzeichen 1939 in Schwarz                     | Leutnant der Reserve        | Führer 11./Infanterie-Regiment 123/50ª Divisão de Infantaria          | 1 de Julho de 1940     |
| Infanterie-Sturmabzeichen em Prata                       | Leutnant der Reserve        | Adjutant III./Infanterie-Regiment 123/50ª Divisão de Infantaria       | 23 de Julho de 1941    |
| Verwundetenabzeichen 1939 in Silber                      | Leutnant der Reserve        | Adjutant III./Infanterie-Regiment 123/50ª Divisão de Infantaria       | 9 de Agosto de 1941    |
| Ordinul Corona Romaneii Knight                           | Leutnant der Reserve        | Adjutant III./Infanterie-Regiment 123/50ª Divisão de Infantaria       | 13 de Agosto de 1941   |
| Cruz Germânica em Ouro                                   | Leutnant der Reserve        | Führer 7. / Infanterie-Regiment 123 /50ª Divisão de Infantaria        | 26 de Dezembro de 1941 |
| Verwundetenabzeichen 1939 in Gold                        | Oberleutnant (Lieutenant)   | Kompaniechef Infanterie-Regiment 123/50ª Divisão de Infantaria        | 10 de Janeiro de 1942  |
| Voenen Orden Za Hrabrost IV Stepen, 1 Klas               | Oberleutnant (1e Luitenant) | Kompaniechef Infanterie-Regiment 123/50ª Divisão de Infantaria        | 7 de Fevereiro de 1942 |
| Medalia Cruciada Impotriua Comunisnului                  | Oberleutnant                | Führer III./Infanterie-Regiment 123/50ª Divisão de Infantaria         | 23 de Maio de 1942     |
| Medaille "Winterschlacht im Osten 1941/42" (Ostmedaille) | Hauptmann (Kapitein)        | Führer III./Infanterie-Regiment 123/50ª Divisão de Infantaria         | 5 de Agosto de 1942    |
| Cruz de Cavaleiro da Cruz de Ferro                       | Oberleutnant                | Führer III. / Infanterie-Regiment 123 / 50ª Divisão de Infantaria     | 7 de Agosto de 1942    |
| Ehrenblattspange des Heeres und Waffen-SS                | Oberleutnant (Lieutenant)   | Führer III./Infanterie-Regiment 123/50ª Divisão de Infantaria         | 14 de Agosto de 1942   |
| Krimschild (Stiftungs Ausführing)                        | Hauptmann                   | Kommandeur III./Infanterie-Regiment 123/50ª Divisão de Infantaria     | 2 de Novembro de 1942  |
| Folhas de Carvalho nº 243                                | Hauptmann (Captain)         | Kommandeur III. / Infanterie-Regiment 123 / 50ª Divisão de Infantaria | 17 de Maio de 1943     |
| Espadas da Cruz de Cavaleiro nº 45                       | Major                       | Kommandeur III. / Grenadier Regiment 123                              | 23 de Janeiro de 1944  |
| Wehrmachtbericht                                         |                             |                                                                       |                        |
| DRL Sportabzeichen                                       |                             |                                                                       |                        |
| Badge de Honra de Infantaria da Bulgária em Prata        |                             |                                                                       |                        |